# لينفن
لينفن (بالصينية: 临汾市 )‏ هي مدينة على مستوى محافظة، وموقع أثري، في جمهورية الصين الشعبية، تتبع شانسي، هي عاصمة هان تشاو ‏، تبلغ مساحتها 20,275 كيلومتر مربع، رمزها البريدي هو 041000.

## المناخ
يظهر الجدول التالي التغييرات المناخية على مدار السنة للينفن:
| البيانات المناخية لـلينفن          | البيانات المناخية لـلينفن | البيانات المناخية لـلينفن | البيانات المناخية لـلينفن | البيانات المناخية لـلينفن | البيانات المناخية لـلينفن | البيانات المناخية لـلينفن | البيانات المناخية لـلينفن | البيانات المناخية لـلينفن | البيانات المناخية لـلينفن | البيانات المناخية لـلينفن | البيانات المناخية لـلينفن | البيانات المناخية لـلينفن | البيانات المناخية لـلينفن |
| الشهر                              | يناير                     | فبراير                    | مارس                      | أبريل                     | مايو                      | يونيو                     | يوليو                     | أغسطس                     | سبتمبر                    | أكتوبر                    | نوفمبر                    | ديسمبر                    | المعدل السنوي             |
| ---------------------------------- | ------------------------- | ------------------------- | ------------------------- | ------------------------- | ------------------------- | ------------------------- | ------------------------- | ------------------------- | ------------------------- | ------------------------- | ------------------------- | ------------------------- | ------------------------- |
| الدرجة القصوى °م (°ف)              | 13.8 (56.8)               | 21.5 (70.7)               | 28.8 (83.8)               | 35.0 (95.0)               | 38.4 (101.1)              | 39.7 (103.5)              | 40.5 (104.9)              | 39.2 (102.6)              | 38.4 (101.1)              | 32.5 (90.5)               | 25.0 (77.0)               | 15.5 (59.9)               | 40.5 (104.9)              |
| متوسط درجة الحرارة الكبرى °م (°ف)  | 4.0 (39.2)                | 7.8 (46.0)                | 13.8 (56.8)               | 21.4 (70.5)               | 26.9 (80.4)               | 31.3 (88.3)               | 32.0 (89.6)               | 30.6 (87.1)               | 25.8 (78.4)               | 19.7 (67.5)               | 11.8 (53.2)               | 5.3 (41.5)                | 19.2 (66.6)               |
| المتوسط اليومي °م (°ف)             | −2.7 (27.1)               | 1.0 (33.8)                | 7.0 (44.6)                | 14.3 (57.7)               | 19.7 (67.5)               | 24.4 (75.9)               | 26.1 (79.0)               | 24.8 (76.6)               | 19.4 (66.9)               | 12.8 (55.0)               | 5.0 (41.0)                | −1.1 (30.0)               | 12.6 (54.6)               |
| متوسط درجة الحرارة الصغرى °م (°ف)  | −8.2 (17.2)               | −4.5 (23.9)               | 1.2 (34.2)                | 7.7 (45.9)                | 12.7 (54.9)               | 17.9 (64.2)               | 21.2 (70.2)               | 20.2 (68.4)               | 14.3 (57.7)               | 7.3 (45.1)                | −0.3 (31.5)               | −6.1 (21.0)               | 7.0 (44.5)                |
| أدنى درجة حرارة °م (°ف)            | −22.5 (−8.5)              | −23.1 (−9.6)              | −10.0 (14.0)              | −5.0 (23.0)               | 1.3 (34.3)                | 8.5 (47.3)                | 14.7 (58.5)               | 10.7 (51.3)               | 2.3 (36.1)                | −5.0 (23.0)               | −12.8 (9.0)               | −17.6 (0.3)               | −23.1 (−9.6)              |
| الهطول مم (إنش)                    | 3.3 (0.13)                | 5.4 (0.21)                | 16.8 (0.66)               | 26.2 (1.03)               | 37.2 (1.46)               | 55.2 (2.17)               | 119.2 (4.69)              | 91.1 (3.59)               | 57.0 (2.24)               | 36.8 (1.45)               | 15.6 (0.61)               | 4.7 (0.19)                | 468.5 (18.43)             |
| متوسط أيام هطول الأمطار (≥ 0.1 mm) | 2.2                       | 2.8                       | 4.6                       | 5.6                       | 6.4                       | 8.8                       | 12.0                      | 10.0                      | 8.6                       | 6.4                       | 3.8                       | 2.0                       | 73.2                      |
| المصدر: Weather China              |                           |                           |                           |                           |                           |                           |                           |                           |                           |                           |                           |                           |                           |

## التقسيمات الإدارية
- Yaodu District [الإنجليزية]‏
- Quwo County [الإنجليزية]‏
- Yicheng County [الإنجليزية]‏
- Xiangfen County [الإنجليزية]‏
- Hongtong County [الإنجليزية]‏
- Gu County [الإنجليزية]‏
- Anze County [الإنجليزية]‏
- Fushan County [الإنجليزية]‏
- Ji County, Shanxi [الإنجليزية]‏
- Xiangning County [الإنجليزية]‏
- Daning County [الإنجليزية]‏
- Xi County, Shanxi [الإنجليزية]‏
- Yonghe County [الإنجليزية]‏
- Pu County [الإنجليزية]‏
- Fenxi County [الإنجليزية]‏
- هوما، شانشى
- هوتشو  [لغات أخرى]‏.

## أعلام
- وي جين